# Plan Lázaro Cárdenas
Plan Lázaro Cárdenas är en ort i Mexiko.   Den ligger i kommunen Pueblo Nuevo Solistahuacán och delstaten Chiapas, i den sydöstra delen av landet, 700 km öster om huvudstaden Mexico City. Plan Lázaro Cárdenas ligger 950 meter över havet och antalet invånare är 214.
Terrängen runt Plan Lázaro Cárdenas är bergig åt nordväst, men åt sydost är den kuperad. Runt Plan Lázaro Cárdenas är det ganska tätbefolkat, med 104 invånare per kvadratkilometer. Närmaste större samhälle är Simojovel de Allende, 10,8 km sydost om Plan Lázaro Cárdenas. Omgivningarna runt Plan Lázaro Cárdenas är en mosaik av jordbruksmark och naturlig växtlighet.